# Basilornis
Basilornis – rodzaj ptaków z rodziny szpakowatych (Sturnidae).

## Występowanie
Rodzaj obejmuje gatunki występujące w Indonezji – na Molukach, Celebesie i sąsiednich wyspach.

## Morfologia
Długość ciała 25 cm, masa ciała 121–132 g.

## Systematyka

### Etymologia
Greckie βασιλευς basileus – „król”; ορνις ornis, ορνιθος ornithos – „ptak”.

### Podział systematyczny
Do rodzaju należą następujące gatunki:
- Basilornis celebensis G.R. Gray, 1861 – perukarz krótkoczuby
- Basilornis galeatus A.B. Meyer, 1894 – perukarz hełmiasty
- Basilornis corythaix (Wagler, 1827) – perukarz długoczuby